# اورت دیرکسن
اورت دیرکسن (به انگلیسی: Everett Dirksen) سناتور سابق عضو حزب جمهوری‌خواه ایالات متحده آمریکا بود. وی در سال ۱۹۵۱ تا ۱۹۶۹ میلادی سناتور ایالت ایلی‌نوی در سنای ایالات متحده آمریکا بود.